# Золотая балка (агрофирма)
Агрофирма «Золотая балка» (АЗБ) — винодельческое предприятие, расположенное в Балаклаве. Агрофирма основана в 1932 году. Входит в десятку крупнейших винодельческих предприятий Крымского полуострова.

## История

### Советский период
Сельскохозяйственное предприятие «Золотая балка» основано в 1932 году на основе различных хозяйств, национализированных после установления советской власти наследников генерала А. Н. Витмера, семейства Кальфов, братьев Арони, Вильгельма Эдуардовича Шитта, Исака Исаковича Челеби и других, входивших в организованную в 1921 году сельскохозяйственную коммуну имени Карла Маркса. Первоначально территория виноградников составляла 80 гектаров, а винзавод выпускал продукцию кустарным способом. С 1930 по 1956 год предприятие называлось совхоз «Профинтерн». К 1938 году площадь виноградников выросла до 420 гектар, а урожайность к 1939 году оставляла 52,2 центнера. В 1939 и 1940 годах совхоз являлся участником Всесоюзных сельскохозяйственных выставок.
Небольшие населённые пункты вокруг национализированных усадеб, где проживали работники совхоза получили названия 1-е отделение Золотой Балки, 3-е отделение Золотой Балки. В 1957 году эти поселения утратили статус населённых пунктов, а в 2014 году этот статус был восстановлен.
Во время Великой Отечественной войны на территории предприятия велись бои, а многие рабочие сражались в рядах Красной армии и партизанских отрядах. Восстановление хозяйства началось после освобождения Севастополя весной 1944 года. В 1947 было произведено 11,5 тысяч декалитров виноматериалов.
Поскольку прямо на территории плантаций предприятия дважды в 1941-42 и в 1944 годах проходила линия фронта, в земле находились миллионы взрывоопасных предметов. Несмотря на проведённое в несколько этапов разминирование, при агротехнических работах позднее случались подрывы людей и сельхозтехники. Взрывоопасные предметы продолжают находить и обезвреживать до нашего времени.
Главными сортами в 1950-е годы были алиготе, рислинг, ркацители, саперави, кокур и мускат. В 1965 году был получен урожай по 116 центнеров с гектара, за что по итогам всесоюзного социалистического соревнования совхозу было вручено переходящее Красное знамя Совета министров СССР и ВЦСПС.
Был построен Дом виноградаря: на первом этаже агротехническая лаборатория, на втором этаже дегустационный зал, а на крыше располагается панорамная открытая терраса для дегустаций, окружённая вечнозелёными кипарисами с просматривающимися во все стороны виноградниками. Перед фасадом была установлена статуя И. В. Мичурина.
В конце 1960 — начале 1970-х годов совхоз начинает развивать механизацию производства. С 1975 по 1986 год виноградари выполнили перевод виноградников на культуру филлоксероустойчивых подвоев с одновременным внедрением широкорядных высокоштамбовых систем ведения растений, что в итоге позволило уменьшить затраты ручного труда на 50-70 %.
С 1986 года в состав совхоза входит соковый завод, где после реконструкции началось производство шампанского непрерывным способом. В 1989 году совхоз получил статус агрофирмы.

### Украинский период

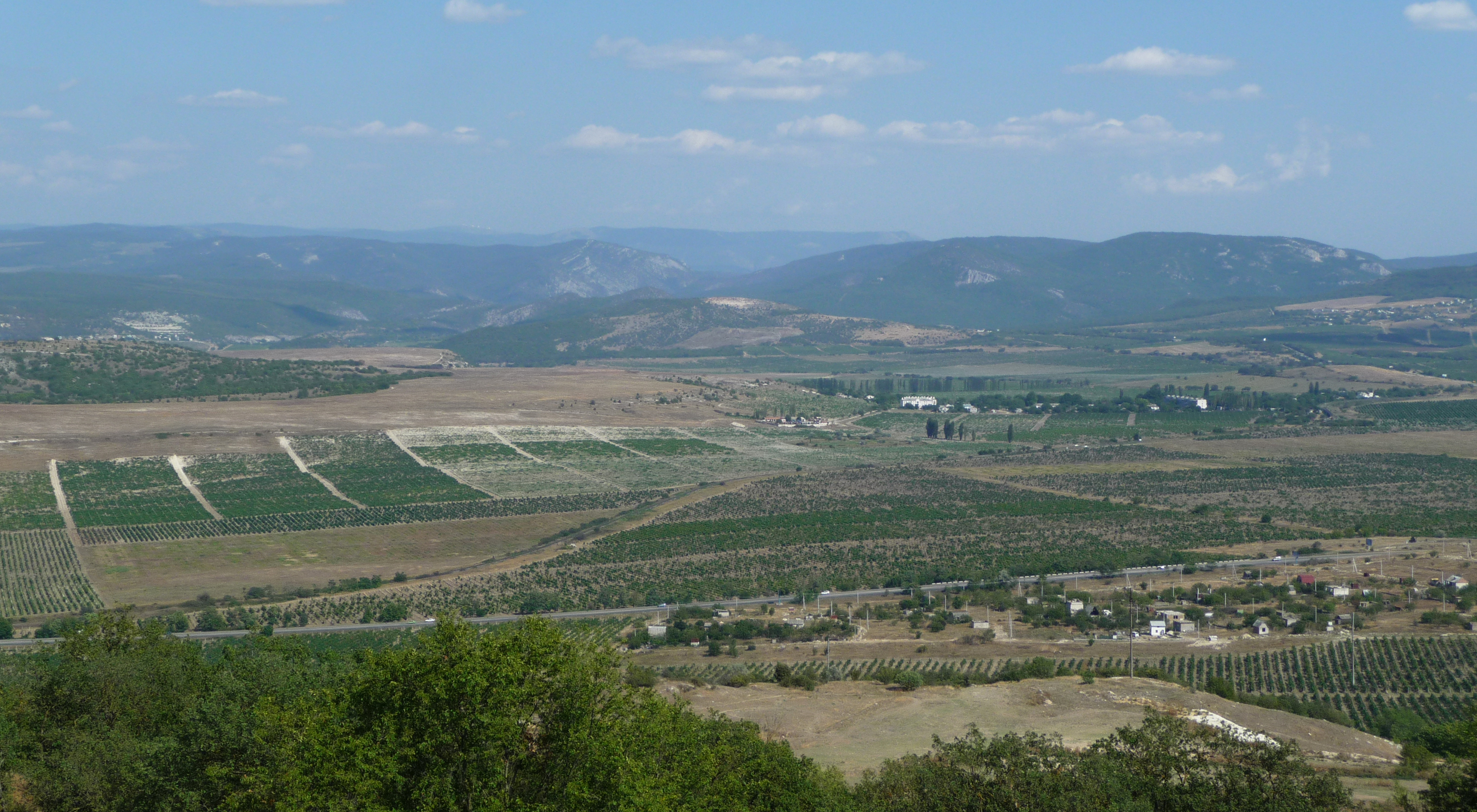
Балаклавская долина, вид с Сапун-горы. Виноградники предприятия

Логотип — грифон. В маркетинговых целях годом создания предприятия на логотипе стал указываться 1889 год, по времени создания винных подвалов в балаклавском поместье «Благодать» отставного генерал-майора А. Н. Витмера, однако прямой преемственности с совхозом Золотая балка ни по месту расположения производства, ни по технологиям не имеется.
Летом 2003 агрофирма на правах общества с ограниченной ответственностью вошла в состав киевской корпорации АМП. По состоянию на 2006 год на предприятии выпускалось за первые девять месяцев 1,77 млн бутылок шампанских вин, а площадь виноградников составляла более 1500 гектар.
В 2011 году руководство «Золотой балки» решило наполнить бокал 56-литрами шампанского. Специально изготовленный сосуд был сделан в Киеве, а для его заполнения понадобилось 75 бутылок урожая 2009 года. После его заполнения представители Книги рекордов Гиннесса учли его как самый большой в мире бокал шампанского.

### Российский период

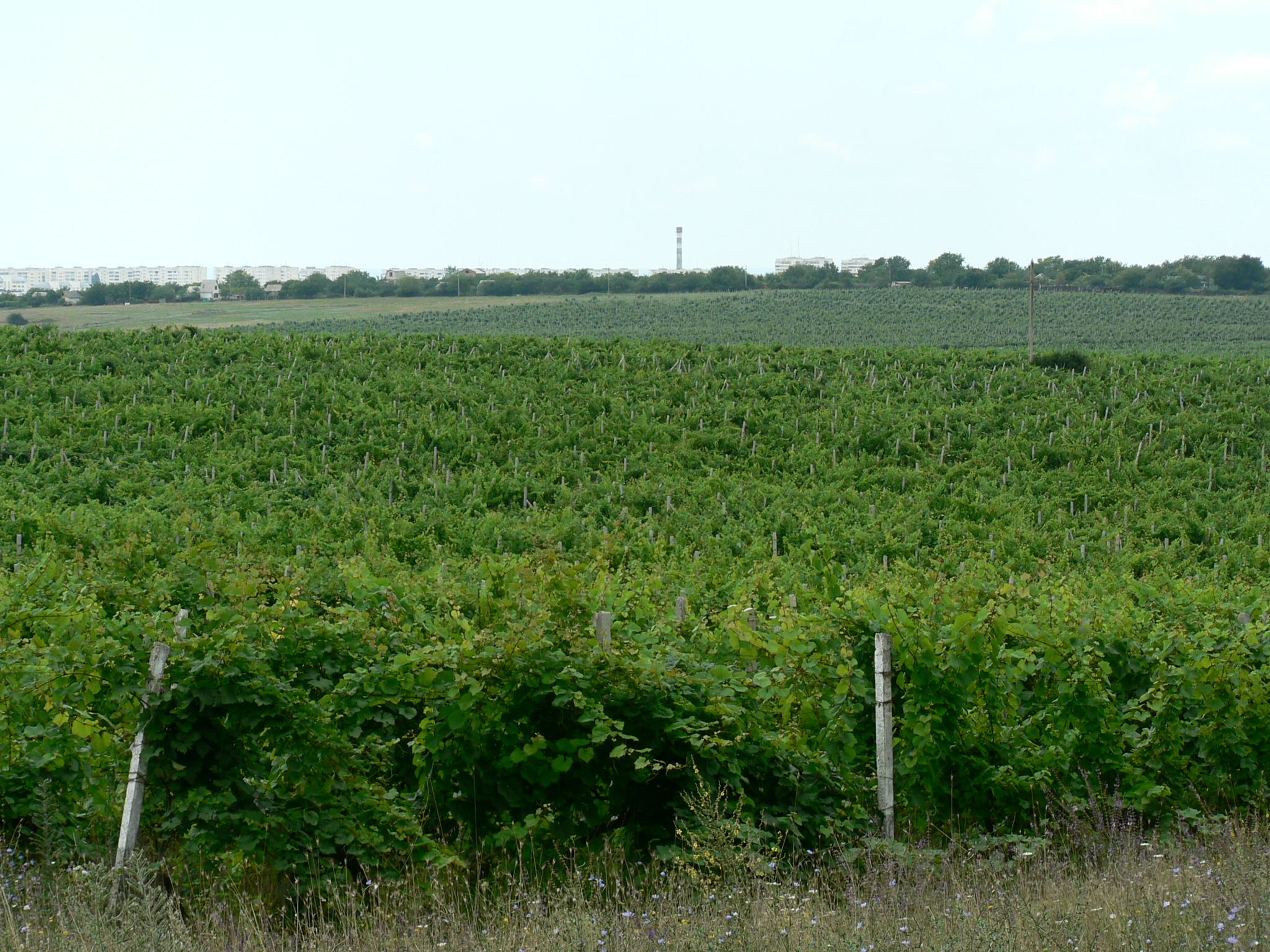
Виноградник в 2006 году

После присоединения Крыма к России новые российские власти планировали включить «Золотую балку» в новый государственный агрохолдинг. В мае 2015 года собственность предприятия по иску российского правительства было арестовано. Новым собственником в 2016 году стал бывший совладелец Европейской подшипниковой корпорации Артём Зуев, который приобрёл «Золотую балку» в качестве подарка своей супруге Снежане Георгиевой. Сразу после этого в предприятие было инвестировано 500 млн рублей. Началось строительство нового завода, оборудование для которого закупалось в Италии, часть продукции получило логотип ZB wine.
В 2017 году в винохранилища агрофирмы поступило 60 тысяч бутылок игристых вин. Урожай 2019 года составил 5 302 тонн ягоды.
В 2020 году компания анонсировала строительство коттеджного посёлка ZB Village на территории бывших виноградников. Отмечается, что основные плантации стареют, часть из них уже не плодоносит, а темп закладки новых невелик. В 2022 году структура винодельческого холдинга «Золотая Балка» выкупила у группу Русской содовой компании Михаила Гуцириева пансионат «Бриз» в селе Песчаное Бахчисарайского района за 181 млн рублей.

## Финансовые показатели
По числу выплаченных налогов в 2021 году «Золотая балка» входила в пятёрку крупнейших налогоплательщиков города Севастополь.
Показатели «Золотой балки» за период с 2016 по 2022 год.
| Показатель              | 2016     | 2018   | 2019     | 2020     | 2022     |
| ----------------------- | -------- | ------ | -------- | -------- | -------- |
| Выручка (в рублях)      |          | 1 млрд | 1,2 млрд | 1,3 млрд | 2,2 млрд |
| Чистая прибыль (рублей) | 13,6 млн | 2 млн  | 11 млн   | 239 млн  | 375 млн  |

## Персоналии
По состоянию на 2023 год в «Золотой балке» работают 650 человек.
Звание Героя Социалистического Труда в 1966 году получил работник совхоза «Золотая балка» Я. И. Лях. Орденами Ленина награждались Я. А. Гриняк, Л. В. Кранина, В. А. Куликова, П. Н. Масько, В. С. Хуторная, М. В. Рубцов. Званием «Заслуженный работник сельского хозяйства Украины» удостоены и С. Г. Андриец (1996), В. В. Силаков (1996) и А. М. Панченко (1997) . Инженеру агрофирмы в 1998 году было присвоено звание «Заслуженный рационализатор Украины».
В разное время должность директора предприятия «Золотая балка» занимали: В. В. Красников, С. И. Белогубец, Е. С. Пинский, П. Н. Масько, В. Д. Никогда, А. И. Гуркин, В. В. Силаков. По состоянию на 2012 год владельцем «Золотой балки» через структуры АО СП «АМП» являлся председатель Социалистической партии Украины Пётр Устенко.
Владельцами на 2020 год значились Наталия Булгакова (50 %), Валентина Резниченко (40 %) и Кирилл Астапов (10 %).